# فراكتال
فراكتال (باليابانية: フラクタル، بالروماجي: Furakutaru) هو مسلسل أنمي تلفزيوني أصلي، من إخراج يوتاكا ياماموتو، ومن إنتاج استوديو أيه-1 بكتشرز بالتعاون مع أورديت، عرض في 13 يناير عام 2011 واستمر عرضه حتى 31 مارس عام 2011، على تلفزيون فوجي نويتامينا، وتكون من 11 حلقة.

## القصة
تدور أحداث القصة في جزيرة تشبه جمهورية أيرلندا في القرن الثاني والعشرين، في عالم يحكمه فراكتال، وهو واقع افتراضي يعتمد على القمر الصناعي، نظام التسليم الذي يضمن استقرار البشرية وازدهارها. في أحد الأيام، يلتقي كلاين بفتاة هاربة تدعى فريني، تختفي أثناء الليل تاركة قلادة. عندما يقوم بتنشيط القلادة، تتحول إلى فتاة تدعى نيسا، ينطلق كلاين في رحلة مع نيسا للبحث عن فريني ويكتشف السر وراء نظام الفركتال.

## الشخصيات

### الشخصيات الرئيسية
كلين نيكران (باليابانية: クレイン・ネクラン، بالروماجي: Kurein Nekuran)
أداء صوتي: يو كوباياشي
فريني (باليابانية: フリュネ، بالروماجي: Furyune)
أداء صوتي: مينامي تسودا
نيسا (باليابانية: ネッサ، بالروماجي: Nessa)
أداء صوتي: كانا هانازاوا

### شخصيات أخرى
سوندا غرانيتز (باليابانية: スンダ・グラニッツ، بالروماجي: Sunda Guranittsu)
أداء صوتي: شينتارو أسانوما
إينري غرانيتز (باليابانية: エンリ・グラニッツ، بالروماجي: Enri Guranittsu)
أداء صوتي: يوكا إيغوتشي
دياس
أداء صوتي: تومواكي ماينو
مويران
أداء صوتي: سومي شيماموتو
باروت
أداء صوتي: ميتسورو مياموتو

## وصلات خارجية
- موقع الأنمي الرسمي باللغة اليابانية
- موقع المانغا الرسمي باللغة اليابانية
- فراكتال على موقع IMDb (الإنجليزية)
- فراكتال على موقع فيلمافينيتي (الإسبانية)
- فراكتال على موقع كينوبويسك (الروسية)
- فراكتال على موقع قاعدة بيانات الفيلم (الإنجليزية)
- فراكتال على موقع ANN anime (الإنجليزية)